# Crematogaster sordidula
Crematogaster sordidula är en myrart som först beskrevs av Nylander 1849.  Crematogaster sordidula ingår i släktet Crematogaster och familjen myror.

## Underarter
Arten delas in i följande underarter:
- C. s. aeolia
- C. s. marocana
- C. s. molongori
- C. s. osmanica
- C. s. sordidula